# Szent Rozália-templom (Komárom (Szlovákia))
A komáromi Szent Rozália-templom a belváros és a vasúti városnegyed határán, a Rozália téren (a Kossuth tér északi részén) található. Félgömb alakú kupolájával a város egyik jellegzetes épülete, műemlék. Klasszicista stílusban épült.

## Története
A templom a Szent Rozália fogadalmi templom helyettesítésére épült, melyet a nagy pestisjárvány (1710-1711) emlékére emeltetett Cserkó István jezsuita plébános a Vág-Duna partján. A Nádor-vonal építésekor ezt lebontották, kisajátításáért a katonai kincstár kárpótlást fizetett a városnak. Részben ebből a pénzből épült az új templomot, melyet 1844 szeptemberében szenteltek fel. A főkupola elé két kisebb tornyot építettek, ahol a két harangot helyezték el. A templomot fallal vették körül, ezen belül helyezték el a keresztutat 14 állomással. Az 1848-as tűzvész után (mivel a katolikus templomok mind leégtek) itt tartották a katolikus, majd a református templom lebombázása után a református istentiszteleteket is. 1860-1880 között diákmiséket tartottak itt, majd 1906-ig helyőrségi templomként szolgált.
A templom kertjében kis kálváriát alakítottak ki, melyet a templomot körbeölelő téglafalba építettek be. A mintegy 70 m hosszú keresztút állomásai 5-6 méterenként követik egymást. A stációk a falból magasan kiemelkedő timpanonos építmények, a mélyedésükben elhelyezett keresztúti képeket zárható fatáblákkal védték. Az eredeti, bádoglemezre festett jeleneteket később a templomban helyezték el, az üres fülkékbe Pleidell János (1915-2007) komáromi festőművész sgraffito díszítő eljárással készült képeit helyezték el 1965-ben. Ezek a képek jelenleg (2008) nagyon rossz állapotban vannak, és a megfeszített Megváltót közbefogó megfeszített latrok egyikének is ledőlt a keresztje.